# Marianne Rendón
Marianne Rendón, née le 15 octobre 1990, est une actrice américaine connue pour son rôle de Susan Atkins dans le film biographique Charlie Says sur la vie de Charles Manson et de Julia « Jules » Langmore dans la série télévisée de comédie noire de la chaîne Bravo, Imposters,.

## Biographie

### Jeunesse
Marianne Rendón grandit à New Rochelle, dans l'État de New York. Elle étudie au Bard College dans le nord de l'État de New York pour ses études de premier cycle jusqu'en 2012. Elle s'intéresse d'abord à la danse et à la musique  ; elle est membre d'un groupe avec l'actrice Lola Kirke. Elle s'intéresse sérieusement au théâtre alors qu'elle est à l'université et poursuit donc ses études à la Juilliard School, obtenant en mai 2016 une maîtrise en études théâtrales.
Elle a été mariée à l'acteur et professeur Ker Wells jusqu'à sa mort d'un cancer du pancréas le 30 août 2019.

### Carrière
Peu de temps après avoir terminé sa formation d'actrice, Marianne Rendón a un petit rôle dans le film indépendant Gemini. Elle déménage au Canada. Elle joue le rôle de Julia « Jules » Langmore et est l'une des co-vedettes de la série télévisée Imposters en 2017.
En juillet 2017, elle est amenée à remplacer Zosia Mamet dans le rôle de Patti Smith dans  Mapplethorpe (film), un biopic basé sur la vie de Robert Mapplethorpe,,.
En mars 2018, elle est choisie pour jouer le rôle de Susan Atkins dans le biopic Charlie Says sur la vie de Charles Manson,, à nouveau face à Matt Smith. À partir de 2021, elle a un rôle secondaire dans la série télévisée In the Dark.
En plus de son travail au cinéma et à la télévision, Marianne Rendón est présente au théâtre, notamment au Lincoln Center for the Performing Arts.

## Filmographie

### Films
- 2017, Gemini, Cassandra
- 2018, Mapplethorpe, Patti Smith
- 2018, Charlie Says, Susan Atkins

### Télévision
- 2017-2018, Imposters, Julia « Jules » Langmore
- 2020, Almost Family
- depuis 2021, In the Dark